# Wolfram Eberhard
Wolfram Eberhard (* 17. März 1909 in Potsdam; † 15. August 1989 in El Cerrito, Kalifornien) war ein deutscher Sinologe und Ethnologe.

Wolfram_Eberhard

## Leben
Eberhard stammte aus einer Familie von Astronomen und Astrophysikern. Seine Eltern waren Gustav Eberhard und Gertrud, geborene Müller. Der Architekt und Hofbaurat Gustav Eberhard war sein Urgroßvater. Wolfram Eberhard studierte ab 1927 Sinologie, Soziologie und Philosophie an der Universität Berlin und besuchte nebenher heimlich Kurse über modernes Chinesisch am Seminar für Orientalische Sprachen, da seine Professoren an der Berliner Universität dieses Interesse nicht billigten.
Eberhard schloss sein Studium im Jahr 1929 ab und promovierte 1933 in Sinologie bei Professor Richard Thurnwald. 1934 heiratete Eberhard Alide Römer († 1994 in Berkeley) und siedelte zusammen mit ihr nach China über, wo er Lehraufträge in Deutsch und Latein an der Peking-Universität und in der Universität in Baoding wahrnahm. Dort bekamen sie ihren ersten Sohn Rainer.
1936 wurde Eberhard Kurator für die Asiensektion am Grassimuseum in Leipzig, emigrierte aber auf der Flucht vor den Nationalsozialisten und wurde 1937 Lehrer für Chinesisch an der Universität Ankara, eine Position, die er elf Jahre lang innehatte. Dabei war er wesentlich am Ausbau der türkischen Sinologie beteiligt und unterrichtete in Türkischer Sprache. Er untersuchte die Folklore der Türkei. 1938 bekam er seinen zweiten Sohn, dem er dem anatolischen Landstrich entlehnend den Namen Anatol gab.
Der Nationalsozialist und Sinologe Fritz Jäger verbreitete sich mit offiziellem Schreiben vom 11. Juni 1943 als Gutachter wie folgt über W. E.:
Eberhard ... studierte etwa seit 1927 in Berlin Sinologie und Völkerkunde und promovierte 1933 mit einer im Bäßler-Archiv erschienenen bedeutsamen Arbeit „Beiträge zur kosmologischen Spekulation Chinas in der Han-Zeit“. Nach seiner Promotion war er vorübergehend als freiwilliger wiss. Hilfsarbeiter am Berliner Museum für Völkerkunde tätig, bekleidete dann mehrere Jahre lang eine Kustodenstelle am Grassi-Museum in Leipzig und wurde 1937 als Professor der Sinologie an die türkische Staatsuniversität in Ankara berufen...Eberhard ist ...die größte Hoffnung der deutschen Sinologie. Hohe Intelligenz und unermüdliche Arbeitskraft haben ihn befähigt, in dem kurzen seit seiner Promotion verflossenen Jahrzehnt eine erstaunliche Fülle wertvoller Arbeiten, darunter Werke von beträchtlichem Umfang, zu publizieren. Einige dieser Werke haben unserer Wissenschaft direkt Neuland erschlossen. Hier verdienen vor allem zwei Problemkreise Erwähnung: zunächst die Erforschung der chinesischen Märchenwelt, der Eberhard zwei grundlegende Werke (Typen chinesischer Volksmärchen und Volksmärchen aus Südost-China, beide Helsinki 1941 erschienen) gewidmet hat, zum andern die immer mehr in den Mittelpunkt der Sinologie rückende Frage nach dem Ursprung und Aufbau der chinesischen Kultur. Seine in einem Leipziger Vortrag 1936 entwickelte Arbeitshypothese, wonach das, was wir als chinesische Hochkultur bezeichnen, aus einer Reihe lokaler Frühkulturen zusammengewachsen sei, hat Eberhard neuerdings in zwei gewichtigen Bänden Kultur und Siedlung der Randvölker Chinas und Lokalkulturen im alten China (beide Leiden 1942) zu unterbauen gesucht. Wenn die Fachwissenschaft auch zu dem Inhalt der beiden Bände noch nicht Stellung genommen hat, so kann heute doch schon soviel gesagt werden, dass Eberhard mit diesem Werk unserer Wissenschaft neue Wege gewiesen hat. Bei einem Besuch auf der Reichsdozentenführung habe ich im letzten Jahr erfahren, dass aus Ankara ernsthafte Beschwerden gegen Eberhards Haltung als Deutscher vorliegen. Es würde einen großen Verlust für die deutsche Sinologie bedeuten, wenn seine weitere Entwicklung die Berufung dieses bedeutenden Gelehrten auf einen deutschen Lehrstuhl unmöglich machen sollte.
Im Jahr 1948 folgte er einer Berufung auf einem Lehrstuhl in die Vereinigten Staaten und lehrte dort bis 1976 an der University of Berkeley als Professor für Soziologie. Später nahm Eberhard Gastprofessuren an den Universitäten Frankfurt, Heidelberg, München, Berlin und Taipeh wahr und verfasste zahlreiche Artikel und Bücher zur chinesischen Kulturgeschichte. 1985 heiratete er Irene Ohnesorge.
Sein bekanntestes Werk ist das Lexikon chinesischer Symbole, das immer noch neu aufgelegt wurde. Seine Werke über die chinesischen Volksmärchen lenkte das Interesse der gebildeten Schichten auf diesen Aspekt der chinesischen Kultur.

## Akademische Mitgliedschaften
- Akademie der Wissenschaften und der Literatur Mainz
- Bayerische Akademie der Wissenschaften
- Türkische Historische Gesellschaft
- American Folklore Society
- Vorsitzender des Weststudienabteilung der American Oriental Society
- Ehrenmitgliedschaft der Deutschen Morgenländischen Gesellschaft (1986)[3]
- Ehrendoktorwürde der  Universität Lund (1980)[4]

## Schriften
- Beiträge zur kosmologischen Spekulation der Chinesen der Han-Zeit. In: Baessler-Archiv. Band 16, Heft 1/2, 1933, S. 1–100, (Berlin, Universität, Dissertation, 1933).
- Chinesische Volksmärchen (= Insel-Bücherei. 484). Ausgewählt und übertragen. Insel, Leipzig  1936.
- Chinas Geschichte (= Bibliotheca Sinica. 1, ZDB-ID 419856-6). Francke, Bern 1948, (3., erweiterte Auflage: Chinas Geschichte. = Geschichte Chinas. Von den Anfängen bis zur Gegenwart (= Kröners Taschenausgabe. Band 413). Kröner, Stuttgart 1980, ISBN 3-520-41303-5).
- mit Pertev Naili Boratav: Typen türkischer Volksmärchen (= Veröffentlichungen der Orientalischen Kommission. 5, ISSN 0568-4447). Steiner, Wiesbaden 1953.
- als Übersetzer: Li Yü: Die vollkommene Frau. Das chinesische Schönheitsideal. Die Waage, Zürich 1963.
- Guilt and Sin in Traditional China. University of California Press, Berkeley CA u. a. 1967.
- Über das Denken und Fühlen der Chinesen. Elfte Werner Heisenberg Vorlesung, gehalten in München-Nymphenburg am 21. Januar 1982 (= Carl-Friedrich-von-Siemens-Stiftung. Themen. 39,  ISSN 2511-2864). Carl Friedrich von Siemens-Stiftung, München 1984.
- Lexikon chinesischer Symbole. Die Bildsprache der Chinesen (= Diederichs Gelbe Reihe. 68). Diederichs, Köln 1987, ISBN 3-424-00878-8.

## Trivia
Wolfram Eberhard setzte seine Vorlesungen an der University of Berkeley gerne morgens um acht Uhr an, um die Ernsthaftigkeit der Studenten zu prüfen.